# 普龙普萨 (多姆山省)
普龙普萨（法語：Prompsat）是法国多姆山省的一个市镇，属于里永区（Riom）孔布龙德县（Combronde）。该市镇总面积4.23平方公里，2009年时的人口为428人。

## 人口
普龙普萨人口变化图示